# Hubert von Grashey
Hubert von Grashey (Bad Grönenbach, 30 ottobre 1839 – Monaco di Baviera, 24 agosto 1914) è stato uno psichiatra tedesco.

## Biografia
Studiò medicina presso le Università di Würzburg, Vienna e Berlino, conseguendo il dottorato nel 1867. Dopo la laurea lavorò sotto Gudden presso il "Kreis-Irrenanstalt" a Werneck. Successivamente fu nominato direttore del Kreis-Irrenanstalt-Deggendorf, e nel 1884 succedette a Franz von Rinecker (1811-1883) come direttore dell'ospedale psichiatrico di Würzburg.
Dopo la morte di suo suocero nel 1886, si trasferì a Monaco, diventando capo del Kreis-Irrenanstalt dell'Alta Baviera. Nel 1896 sostituì Joseph von Kerschensteiner (1831-1896) nel ministero, divenendo successivamente capo medico e presidente delObermedizinalausschuss.

## Opere principali
- Die Wellenbewegung elastischer Röhren und der Arterienpuls des Menschen, Leipzig (1881).
- Bernhard von Gudden's gesammelte und hinterlassene abhandlungen, (1889).[1]